# Hrabstwo Attala
Hrabstwo Attala (ang. Attala County) – hrabstwo w stanie Missisipi w Stanach Zjednoczonych. Obszar całkowity hrabstwa obejmuje powierzchnię 737,10 mil² (1909,08 km²). Według szacunków United States Census Bureau w roku 2009 miało 19 755 mieszkańców.
Hrabstwo powstało w 1833 roku.

## Miejscowości
- Kosciusko
- McCool
- Sallis[4]

| Populacja hrabstwa w poprzednich latach | Populacja hrabstwa w poprzednich latach |
| Rok                                     | Liczba ludności                         |
| --------------------------------------- | --------------------------------------- |
| 1980                                    | 19 718                                  |
| 1990                                    | 18 481                                  |
| 2000                                    | 19 661                                  |
| 2005                                    | 19 552                                  |